# Parque Getúlio Vargas (Canoas)
O parque Getúlio Vargas, também conhecido como Capão do Corvo, é uma área de preservação da natureza, a qual inclui o zoológico de Canoas. O parque foi inaugurado em 13 de dezembro de 1980 e recebe uma média mensal de 40 mil pessoas que utilizam o espaço para realizar diversas atividades ligadas ao esporte, lazer e saúde.

## Localização
O parque está localizado na Avenida Farroupilha, no Bairro Marechal Rondon. Encontra-se neste parque uma das nascentes do Arroio Araçá; o qual transbordou em maio de 2024. Essa nascente forma um lago natural que abastece mais dois pequenos lagos, onde vivem vários peixes, tartarugas, e outros animais nativos. Segundo os moradores mais antigos da cidade, o apelido "Capão do Corvo" se deve à grande quantidade de corvos que viviam ali, atraídos pelas árvores frutíferas - na sua grande maioria araçazeiros - nas margens do Arroio Araçá.

## Instalações
O parque possui diversas instalações de recreação abertas ao público, as quais incluem campos de futebol oficial e sete, duas quadras poliesportivas, pista de patinação, pista oficial de atletismo, pista de caminhada e ciclismo, cancha de bocha, sala de ginástica e atividade física, área de alongamento ao ar livre e academia pública ao ar livre, um mini-zoo e churrasqueiras ao ar livre. O parque também possui estacionamento próprio.
Em 22 de setembro de 2016 foi inaugurada a ampliação do Parque Getúlio Vargas, com um novo lago de filtragem natural, decks e esplanada de acesso ao espelho d'água, show de águas dançantes com sonorização e iluminação sincronizadas no lago artificial de 7.000m², playground lúdico, iluminação de LEDs e um anfiteatro com capacidade para 400 pessoas. A reinauguração contou com a presença de centenas de canoenses e com shows da Orquestra de Câmara da Ulbra e do gaiteiro Renato Borghetti. Em dezembro de 2017, foi inaugurada uma passarela ligando o parque ao ParkShopping Canoas.